# Lebiażje (stacja kolejowa)
Lebiażje (ros. Лебяжье) – stacja kolejowa w miejscowości Lebiażje, w rejonie łomonosowskim, w obwodzie leningradzkim, w Rosji. Położona jest na linii z Dworca Bałtyckiego do Wiejmarna.
Dawniej od stacji odchodziła ślepa linia do fortu Krasnaja Gorka, obecnie nieprzejezdna.